# Đường Sławkowska, Kraków
 Đường Sławkowska (tiếng Ba Lan: Ulica Sławkowska) - một con đường lịch sử ở Kraków, Ba Lan. Con đường trước đây là một phần của Tuyến đường Hoàng gia Sławków.
Tài liệu cổ nhất ghi lại sự tồn tại của con đường bắt nguồn từ năm 1307 dưới tên Slacovse gasse. Trước đây, điểm phía bắc của đường được bao quanh bởi Cổng Sławkowska và một góc pháo đài. Trong quá trình hiện đại hóa đô thị của Kraków (1817-1822), các bức tường thành phố và cổng nhà đã bị phá hủy. Con phố kết thúc bởi Công viên Planty với Đường Basztowa (Ulica Basztowa, lit. Đường Tháp), tiếp nối là đường Długa (Ulica Długa, lit. Đường dài).

## Tính năng, đặc điểm
| Đường số | Mô tả ngắn | Hình ảnh |
| -------- | --- | -------- |
| 1        | Nhà Ludwikowski - một nhà phố lịch sử được xây dựng vào năm 1776. Ban đầu, tòa nhà chứa một quán trọ, những vị khách đáng chú ý bao gồm Johann Wolfgang von Goethe và Nicholas I của Nga.                |          |
| 3        | Khách sạn Saxon (Hotel Saski) - được xây dựng vào đầu thế kỷ XIX. Tòa nhà bao gồm một phòng hòa nhạc, trong đó Inter alia đã biểu diễn Franz Liszt, Johannes Brahms và Ignacy Jan Paderewski.            |          |
| 5 - 7    | Khách sạn Grand - một khách sạn 5 sao. Tòa nhà được xây dựng vào thế kỷ XIX theo phong cách kiến trúc thời Phục hưng.                                                                                    |          |
| 10       | Nhà Badeni - một nhà phố lịch sử được xây dựng vào thế kỷ XIV. Kể từ năm 1710, tòa nhà thuộc sở hữu của gia đình quý tộc Badeni.                                                                         |          |
| 32       | Cung điện Badeni - được xây dựng vào cuối thế kỷ XIX. Hiện tại, cung điện là một phần của Đại học Jagiellonia, nơi đặt Trung tâm Nghiên cứu và Phát triển Nợ (Centrum Badań nad Zadłużeniem i Rozwojem). |          |